# Huxley (Iowa)
Huxley es una ciudad ubicada en el condado de Story en el estado estadounidense de Iowa. En el Censo de 2010 tenía una población de 3317 habitantes y una densidad poblacional de 406,83 personas por km².

## Geografía
Huxley se encuentra ubicada en las coordenadas 41°53′46″N 93°35′28″O / 41.89611, -93.59111. Según la Oficina del Censo de los Estados Unidos, Huxley tiene una superficie total de 8.15 km², de la cual 8.15 km² corresponden a tierra firme y (0%) 0 km² es agua.

## Demografía
Según el censo de 2010, había 3317 personas residiendo en Huxley. La densidad de población era de 406,83 hab./km². De los 3317 habitantes, Huxley estaba compuesto por el 95.6% blancos, el 0.99% eran afroamericanos, el 0.15% eran amerindios, el 0.48% eran asiáticos, el 0% eran isleños del Pacífico, el 1.12% eran de otras razas y el 1.66% pertenecían a dos o más razas. Del total de la población el 2.2% eran hispanos o latinos de cualquier raza.